# Adrian Lyne
Adrian Lyne, född 4 mars 1941 i Peterborough i Cambridgeshire, är en brittisk filmregissör, producent och manusförfattare.
Lyne är mest känd för sina rysare, där otrohet eller kärleksförhållanden oftast är grunden till mord, hot och terrorism. Han slog igenom 1986 med rysaren 9 1/2 vecka, och efter den kom hans mest ihågkomna film Farlig förbindelse som gav upphov till uttrycket "kaninkokerska" då Glenn Closes roll som svartsjuk älskarinna kokar en kanin i en gryta. [källa behövs]

## Filmografi i urval
- 1976 – Mr. Smith (kortfilm, manus och regi)
- 1980 – Foxes – tjejmaffian (regi)
- 1983 – Flashdance (regi)
- 1986 – 9 1/2 vecka (regi)
- 1987 – Farlig förbindelse (regi)
- 1990 – Jacobs inferno (regi)
- 1993 – Ett oanständigt förslag (regi)
- 1997 – Lolita (regi)
- 2002 – Unfaithful (regi och produktion)